# 런어웨이 (2003년 영화)
《런어웨이》(영어: Runaway Jury)는 존 그리셤의 소설 〈사라진 배심원〉(1996)을 원작으로 한 미국의 법정 스릴러 영화이다.

## 줄거리
10월 어느 날 아침 뉴올리언스에서 불만을 품은 전직 직원 케빈 펠티어가 증권사로 걸어 들어가 총기 난사 사건을 저지른다. 사망자 중에는 증권사 브로커였던 제이콥 우드도 있었다. 2년 후, 그의 미망인 셀레스트는 남편의 사망을 초래한 중과실에 대해 빅스버그 화기류를 고소한다. 총기 제조업체를 상대로 한 민사 재판의 배심원 선정이 시작된다. 개시 진술에서 펠티어가 자신에게 총을 겨누기 전에 11명이 사망하고 5명이 중상을 입었음이 밝혀진다.
더러운 아파트 건물에 사는 닉 이스터는 배심원 통지서를 받는다. 그는 배심원 의무를 피하기 위해 주술 양초를 찾으러 가는 듯 마법 상점에 간다. 야외 테이블에서 그와 친구들은 10만 달러 상금이 걸린 온라인 챔피언십 게임에 참가하는 것에 대해 논의한다.
배심원 선정 과정에서 배심원 컨설턴트 랭킨 피치(빅스버그와 연관이 있는 것으로 밝혀짐)와 그의 팀은 전자 감시를 이용해 배심원 후보군에 대한 배경 정보를 수집한다. 그들은 더우드 케이블 변호사가 법정에 있을 때 정보를 제공한다.
닉은 많은 잠재적 배심원들이 식사를 하고 대화하는 소리가 들리는 야외 장소를 둘러싸고 있는 잠복 요원들을 발견한다. 법정에서 닉은 재판과 동시에 진행되는 온라인 대회에 참가하기 위해 해고를 요청한다. 하킨 판사는 거부하지만, 이는 사실 닉이 원했던 바였다. 닉의 상냥한 태도는 다른 배심원들로부터 그가 원하는 관심을 얻는다.
한편, 피치는 불법 감시 테이프에서 판사석 뒤 벽에 걸린 닉의 사진을 발견한다. 그날 밤 늦게 닉과 그의 여자친구는 닉이 배심원으로 선정된 것을 축하한다. 침실 벽에는 그들이 각 배심원에 대한 사진 게시판과 배경 정보가 있다. 그들은 배심원들을 설득하여 최대 1500만 달러를 벌 계획을 논의한다.
배심원 매수는 닉이 동료 배심원들 사이에서 자신의 전술과 인기를 이용하여 정상적인 절차를 방해하는 정교한 방식이었다. 다른 곳에서 자신을 말리라고 부르는 한 여성이 피치 변호사(변호측)와 로어 변호사(피해자측)에게 각각 전화한다. 그녀는 첫 입찰자에게 원하는 판결을 내려주겠다고 제안한다. 로어는 피치가 오심을 얻으려는 전술이라고 생각하고 제안을 일축한다. 피치는 그녀가 해낼 수 있다는 증거를 원했고, 그녀는 피치에게 "애국심을 느끼느냐"고 묻고 다음 법정 회의 시작 시 배심원들이 자발적으로 충성 서약을 암송하도록 유도함으로써 자신의 영향력을 입증한다.
숨겨진 카메라를 통해 배심원들의 행동을 관찰함으로써 피치는 닉을 영향력 있는 인물로 식별하고 그의 아파트를 수색하지만 아무것도 발견되지 않는다. 말리는 피치 측 배심원 중 한 명을 (배심원 활동 중 술을 마신 이유로) 해고시켜 보복한다. 그 배심원은 예비 배심원으로 교체되었다. 이에 대해 피치는 세 명의 배심원을 협박한다.
이로 인해 낙태 사실을 비밀로 하고 싶어 하는 배심원 리키 콜먼은 자살을 시도한다. 피치는 또한 닉의 아파트에 숨겨져 있는 것으로 알려진 주요 배심원 정보가 담긴 디지털 저장 장치를 찾기 위해 사람들을 보낸다. 그것을 찾은 후 그들은 아파트에 불을 지른다. 닉이 피치 일당이 자신의 아파트에 침입하는 영상을 판사에게 보여주자, 배심원단은 격리된다.
로어의 핵심 증인인 전 빅스버그 직원은 나타나지 않는다. 피치와 대면한 후 로어는 자신이 소송에서 이길 수 없다고 판단한다. 그는 자신의 회사 동료들에게 말리에게 1000만 달러를 지불해달라고 요청한다. 원칙적으로 로어는 지불을 거부하고 양심을 지키면서 피치와 맞설 기회를 택한다.
빅스버그 화기류의 CEO가 반대 심문 중에 화를 내며 배심원들에게 나쁜 인상을 주자, 피치는 판결을 확신하기 위해 말리에게 돈을 지불하기로 동의한다. 피치는 요원 야노비치를 보내 말리를 납치하려 하지만, 말리는 그를 물리치고 가격을 1500만 달러로 올린다.
닉을 조사하고 있는 피치의 부하 도일은 닉이 사실 인디애나주 가드너 출신의 법대 중퇴생 제프 커이며, 가드너는 제프와 그의 법대 여자친구 개비(일명 말리)의 고향이라는 것을 알게 된다.
도일은 가드너로 가서 개비 어머니의 집에 잘 지낸다. 그는 몇 년 전 고등학교 시절 총격 사건으로 개비의 여동생이 사망했다는 것을 알게 된다. 그 후 가드너시는 사용된 총기 제조업체를 고소했지만 패소했다. 피치는 변호측이 사건에서 이기도록 도왔다. 도일은 피치에게 닉과 말리의 제안이 함정이라고 경고하기 위해 전화하지만 너무 늦었다. 돈은 이미 지불되었다.
지불 확인을 받은 후 닉은 다른 배심원들에게 사실을 검토해달라고 요청하며, 그들이 셀레스트 우드에게 심의할 의무가 있다고 말한다. 이는 배심원 헤레라가 원고에 대해 격렬하게 비난하게 만들었고, 이는 다른 배심원들로부터 그가 가졌던 모든 지지를 약화시켰다. 총기 제조업체는 배상 책임이 있는 것으로 판명되었고, 배심원단은 셀레스트 우드에게 특별 손해로 100만 달러, 일반 손해로 1억 1천만 달러를 지급하라고 판결했다.
재판 후 닉과 말리는 피치에게 1500만 달러 뇌물 영수증을 보여주며 그가 은퇴하지 않으면 공개하겠다고 협박한다. 피치는 닉에게 어떻게 배심원단이 원고에게 투표하도록 했는지 묻는다. 닉은 자신이 그렇게 하지 않았다고 답하며, 단순히 배심원들이 양심에 따라 투표하도록 함으로써 피치가 재판을 망치는 것을 막았을 뿐이라고 설명한다. 닉과 말리는 분개한 피치에게 1500만 달러 "수수료"가 가드너 총격 피해자들에게 도움이 될 것이라고 알리고, 피치는 닉과 말리가 멈출 수 없을 것이며 결국 아무것도 얻지 못할 것이라고 열변을 토한다.
로어가 셀레스트와 그녀의 아들과 함께 축하 식사를 하러 가는 길에, 그는 닉과 말리가 아이들이 노는 것을 지켜보는 것을 본다. 그들은 서로를 알아보고 로어는 미소 짓는다. 말리와 닉은 그들의 고향인 가드너로 돌아가기로 결정하고 그는 떠난다.

## 출연진
- 존 큐색
- 진 해크먼
- 더스틴 호프먼
- 레이철 바이스
- 브루스 데이비슨
- 브루스 맥길
- 제러미 피븐
- 닉 서시
- 스탠리 앤더슨
- 클리프 커티스
- 네스터 서라노
- 릴런드 오서
- 제니퍼 빌스
- 제리 배먼
- 조애나 고잉
- 빌 넌
- 마거리트 모로
- 노라 던
- 러스티 슈위머
- 코리 잉글리시
- 네드 벨러미
- 올랜도 존스
- 게리 그럽스
- 마이크 프니우스키
- 딜런 맥더멋 (크레디트 미기재)
- 루이스 구스만 (크레디트 미기재)

## 기타 제작진
- 총괄 제작: 제프리 다우너
- 라인 제작(추가 촬영): 스티븐 브라운(크레디트 미기재)
- 배역: 데버라 어퀼라, 트리샤 우드
- 미술: 넬슨 코츠
- 의상: 애비게일 머리